# Nicolò Zeno
Nicolò och Antonio Zeno var två bröder vilkas resor under senare delen av 1300-talet var ämnet för en uppmärksammad reseskildring utgiven i Venedig 1558 av en föregiven ättling, Nicolò Zeno den yngre.
Boken omgavs av en förklaring, vilken gick ut på att innehållet grundats på en samling brev som - olyckligtvis - förstörts. En karta spelar en viktig del i mysteriet; denna har avbildats ur minnet. Bokens första del behandlar en annan familjemedlems resor (till Persien), en Caterino Zeno. Andra delen bär titeln Dello scoprimento dell' Isole Frislanda, Eslanda, Engroueland, Estotilanda & Icaria, fatto per due fratelli Zeni M. Nicòlo il Caualiere, & M. Antonio, och består dels av Nicolòs brev till Antonio, dels av (efter Nicol`s död) Antonios brev till en tredje broder i Italien, Carlo. Kartan bär överskriften Carto da navegar de Nicolo et Antonio Zeni furono in Tramontana Iano M-CCC-LXXX. 

## Reseskildringen
År 1380 skall Nicòlo d.ä.  ha utrustat ett skepp för att stilla sin upptäckariver. Man seglade ut förbi Gibraltar och vände mot norr i avsikt att nå Britannien och Flandern. En storm blåste skeppet ur kurs, och man led skeppsbrott på en ö "Frislanda", som beskrivs som större än Irland. Härskaren ("Zichmni") på den närliggande ön "Porlanda" bistår de skeppsbrutna och i gengäld hjälper de honom att erövra hela Frislanda från kungen av Norge. Nicòlo kallar till sig sin bror Antonio som förenar sig med honom på Porlanda. Bröderna stannar länge - efter fyra år avlider Nicòlo, men Antonio blir kvar ytterligare tio år.
Nicòlo utses av Zichmni till amiral och leder ett misslyckat försök att erövra en annan av norske kungens öar, "Estlanda" som sägs ligga mellan Frislanda och Porlanda. Erövringen slutar istället med att Nicòlo och Zichmni hamnar på "Grislanda", en obebodd ö. Efter en tid där angriper man ytterligare en av norske kungen besittningar i området, "Islanda". Angreppet misslyckas då invånarna försvarar sig väl, istället angriper man inte mindre än sju andra närbelägna öar - på en av dem ("Bres") får Nicòlo stanna kvar och bygga en fästning. De övriga sex öarna kallas "Talas", "Broas", "Iscant", "Trans", "Mimant", och "Damberc".
Senare reser Nicòlo norrut från Bres och kommer till "Engroneland", och finner där ett dominikanerkloster om vilket omtalas att man använde vulkanisk värme för att skaffa sig tropiska trädgårder och varmvatten. Båtar i hamnen beskrivs på ett sätt som erinrar om kajaker. Efter återkomsten till Frislanda insjuknar Nicòlo och dör, varvid Antonio övertar hans egendom, titlar och ansvar.
Zichmni avser sedan att skicka Antonio på en resa västerut, för en överlevande fiskare berättar om många öar och riken i sydväst:
Ön "Estotilanda" bebos av ganska civiliserade invånare vilka använder egna skrivtecken och har guld som betalningsmedel. Sedan hamnade fiskaren på "Drogeo", som beboddes av nakna kannibaler - fiskaren skonas då han lär dem att fiska med nät, och han blir då så eftertraktad bland hävdingarna att han byter herre över 25 gånger. På så vis får han se landsdelar långt i sydväst, där klimatet är mildare och människor offrades i avgudatempel. Till slut kom han åter till Drogeo och sedan till Frislanda. Zichmni utrustar en expedition till de områden fiskaren besökt, och Antonio följer med.
En storm hindrar dem från att nå Estotilanda, men besöker "Ledouo" och "Ilofe", samt "Icaria", den sistnämnda visade sig ha fientlig befolkning. Vid Engronelands sydspets "Trin" hittar man sedan land, men försöken att anlägga en stad här misslyckas. Vid färd till Islanda seglar man för långt och kommer till "Neome", och sedan hem till Frislanda. Antonio uttrycker sin önskan att återvända till Venedig och nämner att hans berättelser finns närmare återgivna i den bok som utgivaren Nicòlo d.y. förstört.

## Utgivningen och diskussionen
Boken rönte stort intresse och omtrycktes bland annat 1574 i en vida spridd reseskildringssamling av Giovanni Battista Rio. Den översattes och utgavs på engelska 1582 och 1600.
Kartan i boken återtrycktes även den - Gerhard Mercator använde den som förebild för delar av sin världsatlas 1569, och var den förste som kopplade "Estotilanda" till Nordamerikas östkust. Under återstoden av 1500-talet och hela 1600-talet var kartan norm för hur norra Atlanten återgavs i kartverk.
Tvivel fanns dock redan tidigt. Att alla dessa händelser var fullkomligt okända i det nordiska källmaterialet var en första varningssignal. Någon Zichmni kände inte historien till, och ett kloster på Grönlands östkust verkar synnerligen orimligt. På dessa grunder förkastades tidigt verket av historiker. Kartografer å andra sidan menade att kartan var så pass bra att den rimligen borde vara autentisk. Så stor tilltro till Zeno-kartan hyste man, att kardinal Placido Zurla (1808) och geografen Malthe Conrad Bruun (1810) bägge ansåg att det faktum att den stora ön Frislanda aldrig kunnat återfinnas bäst förklarades med att en naturkatastrof eller annan omvälvning ägt rum.
Under slutet av 1700-talet och hela 1800-talet var den tongivande tendensen att söka förena dessa båda spår, de tvivlande historikerna och de troende kartograferna. Frislanda identifierades med å ena sidan Orkneyöarna, å andra sidan Färöarna.
År 1883 androgs en ny intressant vinkling, en karta från 1492 tryckt i en utgåva av Ptolemaios. Adolf Erik Nordenskiöld ansåg att Zenos karta från 1558 och den från 1492 båda måste grunda sig på samma original (alltså originalkartan av Zeno), medan Japetus Steenstrup ansåg att kartan från 1492 grundade sig på flera tidigare verk. De slutsatser de drar är däremot helt olika - Steenstrup anser att Zenierna aldrig nått längre än till Friesen. Nordenskiöld å andra sidan menar att beskrivningarna av nordamerikanska infödda innehåller detaljer som inte kan ha varit kända i Italien på 1500-talet och alltså bevisar nordiska kontakter med Amerika.

## Avslöjanden

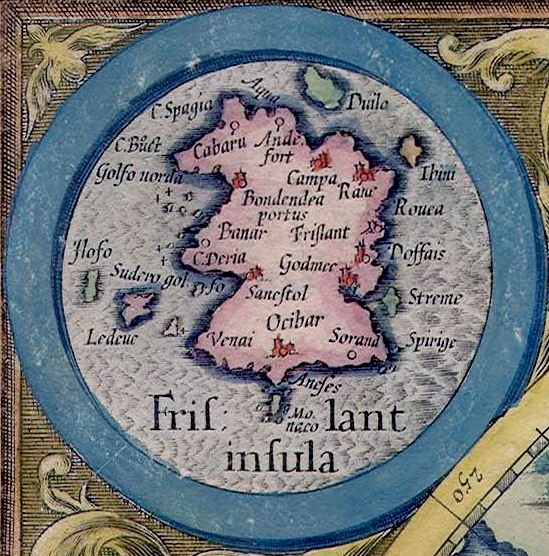
Frisland på Mercators arktiska karta (1623).

Det enda överlevande exemplaret av Olaus Magnus Carta marina, från 1539, återupptäcktes av O. Brenner i München 1886. Det stod genast klart att här fanns förebilden för delar av Zeno-kartan från 1558. Bland annat var Zenos "Islanda" en kopia av Island på Magnus karta och namnen på Frislanda är också hämtade där - de sju öar som omtalas i berättelsen motsvaras på Olaus Magnus karta av isflak, ornamentala illustrationer med isbjörnar på. Efter denna upptäckt hämtade sig aldrig trovärdigheten i Zeno-berättelsen.
Nordenskiöld fann 1888 en karta i Warszawa, från vilken Zenos förebild till Grönland tydligt hämtats. Flera andra liknande fynd gjordes också. Sammantaget pekade kartorna ut Claudius Clavus, en dansk som publicerade en karta 1427, som ursprungskällan till det stoff som avbildades.
Zeno-kartan var nu helt tydligt en bluff - alla drag och detaljer fanns på kartor som redan före 1558 var kända i Italien, och redaktörernas enda bidrag var att förvanska originalkällorna. Ortnamnen på Grönland på Zenos karta är i själva verket orden i en folkvisestrof som finns återgiven på Clavus karta. Ortnamnen på Island är namnen på de nordiska runorna. De tidigare kartornas Island har genom inlån mångfaldigats, så att Zeno-kartan har inte mindre än tre Island; Frislanda, Grislanda och Islanda. Den omsorgsfulla reseberättelsen bygger helt på denna uppenbart falska karta och är sålunda en skröna utan tillstymmelse till verklighetsgrund.

## Övrigt
Det första försöket att nå Nordvästpassagen gjordes grundat på uppgifterna i Zeno-verket.
Varför Nicòlo Zeno skapade detta stor falsarium vet man inte, egentligen heller inte vilken roll han hade vid tillkomsten. Avsikten kan ha varit att ge glans åt sin ätt eller att för sitt lands räkning få del i den ära som vidfors de stora upptäckarna under 1500-talet. Uppgifter finns som visar att åtminstone Nicolò Zeno (d.ä.) verkligen gjorde en nordlig resa till Flandern och Britannien.
Redan 1881 omfattade en biografi över verken om Zeno-berättelsen inte mindre än 69 skilda verk.